# HD38478
HD38478 — хімічно пекулярна зоря спектрального класу B8, що має видиму зоряну величину в смузі V приблизно 6,0.
Вона  розташована на відстані близько 879,1 світлових років від Сонця.

## Пекулярний хімічний вміст
Зоряна атмосфера HD38478 має підвищений вміст 
Hg
.